# Анна фон Золмс-Лаубах
Анна фон Золмс-Лаубах (на немски: Anna zu Solms-Laubach; * 11 април 1557 в Лаубах; † 8 декември 1586 в Ербах) е графиня от Золмс-Лаубах и чрез женитба графиня на Ербах.

## Произход
Тя е най-малката дъщеря на граф Фридрих Магнус I фон Золмс-Лаубах-Зоненвалде (1521 – 1561) и съпругата му графиня Агнес фон Вид (ок. 1505 – 1588), дъщеря на граф Йохан III фон Вид (ок. 1485 – 1533) и Елизабет фон Насау-Диленбург (1488 – 1559).

## Фамилия
Анна фон Золмс-Лаубах се омъжва на 15 юли 1572 г. в Умщат за бездетния вдовец граф Георг III фон Ербах (1548 – 1605). Тя е втората му съпруга. Те имат 12 деца:
- Агнес Мария (* 24 май 1573 в Ербах; † 28 юни 1634 в Гера)

∞ Оберграйц 5 май 1593 Хайнрих XVIII Ройс, господар на Оберграйц и Грайц (* 28 февруари 1563; † 16 януари 1616)
- Еберхард (* 13 април 1574; † 14 август 1574)
- Фридрих Магнус (* 18 април 1575 в Ербах; † 26 март 1618 в Райхенберг), от 1606 граф на Ербах, Фюрстенау и Райхенберг

∞ Дармщат 5 май 1595 ландграфиня Христина фон Хесен-Дармщат (* 25 ноември 1578; † 26 март 1596), дъщеря на Георг I фон Хесен-Дармщат
∞ Хайденхайм 18 септември 1597 графиня Йохана Хенриета фон Йотинген-Йотинген (* 28 август 1578; † 18 март 1619)
- Маргарета (* 17 май 1576 в Ербах; † 5 юни 1635 (или 26 май) в Улм)

∞ Йотинген 17 май 1598 граф Лудвиг Еберхард фон Йотинген-Йотинген (* 9 юли 1577; † 4 юли 1634)
- Анна Амалия (* 10 юни 1577; † ок. 1630)

∞ Ербах 21 октомври 1604 граф Фридрих I фон Залм-Нойфвил, Вилд- и Рейнграф в Даун (* 3 февруари 1547; † 5 ноември 1608)
∞ Хайденхайм 23 декември 1626 граф Емих IV фон Даун-Фалкенщайн (* 23 декември 1563; † 14 ноември 1628)
- Елизабет (* 30 юли 1578; † 15 март 1645)

∞ Ербах 3 март 1606 Хайнрих II, Шенк фон Лимпург-Зонтхайм (* 22 януари 1573; † 13 май 1637)
- Лудвиг I (* 3 септември 1579; † 12 април 1643), от 1606 граф на Ербах цу Ербах и Фрайенщайн, от 1623 на Михелщет и Кьониг, от 1627 и на Вилденщайн

∞ Ербах 2 март 1606 графиня Юлиана фон Валдек-Вилдунген (* 11 април 1587; † 15/28 февруари 1622)
∞ 29 май 1624 графиня Йоханета фон Сайн-Витгенщайн (* 24 юли 1604; † 13 юни 1666)
- Агата (* 16 май 1581; † 30/20 април 1621)

∞ Карлсбург 23 октомври 1614 г. за маркграф Георг Фридрих фон Баден-Дурлах (1573 – 1638)
- Анна (* 27 април 1582; † 30 юли 1650 в Идщайн)

∞ във Фюрстенау 4 юли 1614 граф Филип Георг фон Лайнинген-Дагсбург-Фалкенбург (* 26 юли 1582; † 6 февруари 1627)
- Мария (* 11 май 1583; † 3 септември 1584)
- Йохан Казимир (* 10 август 1584; † 14 януари 1627) от 1606 граф на Ербах, Бройберг и Вилденщайн
- Барбара (1585 – пр. 1591)

Анна фон Золмс-Лаубах умира на 11 април 1586 г. на 29 години в Ербах. На 11 ноември 1587 г. нейният съпруг се жени трети път в Грайц за Доротея Ройс цу Оберграйц (1566 – 1591).